# Jensen (automerk)

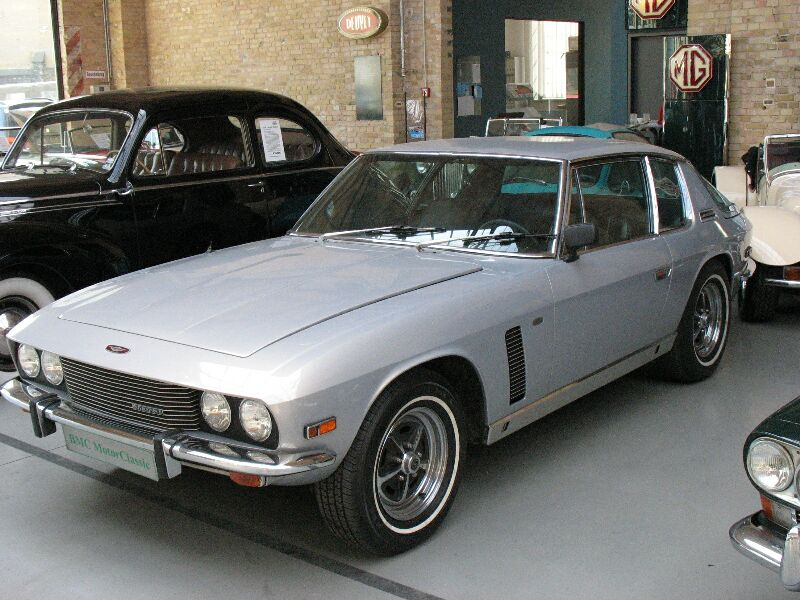
Jensen Interceptor (1966-1976)

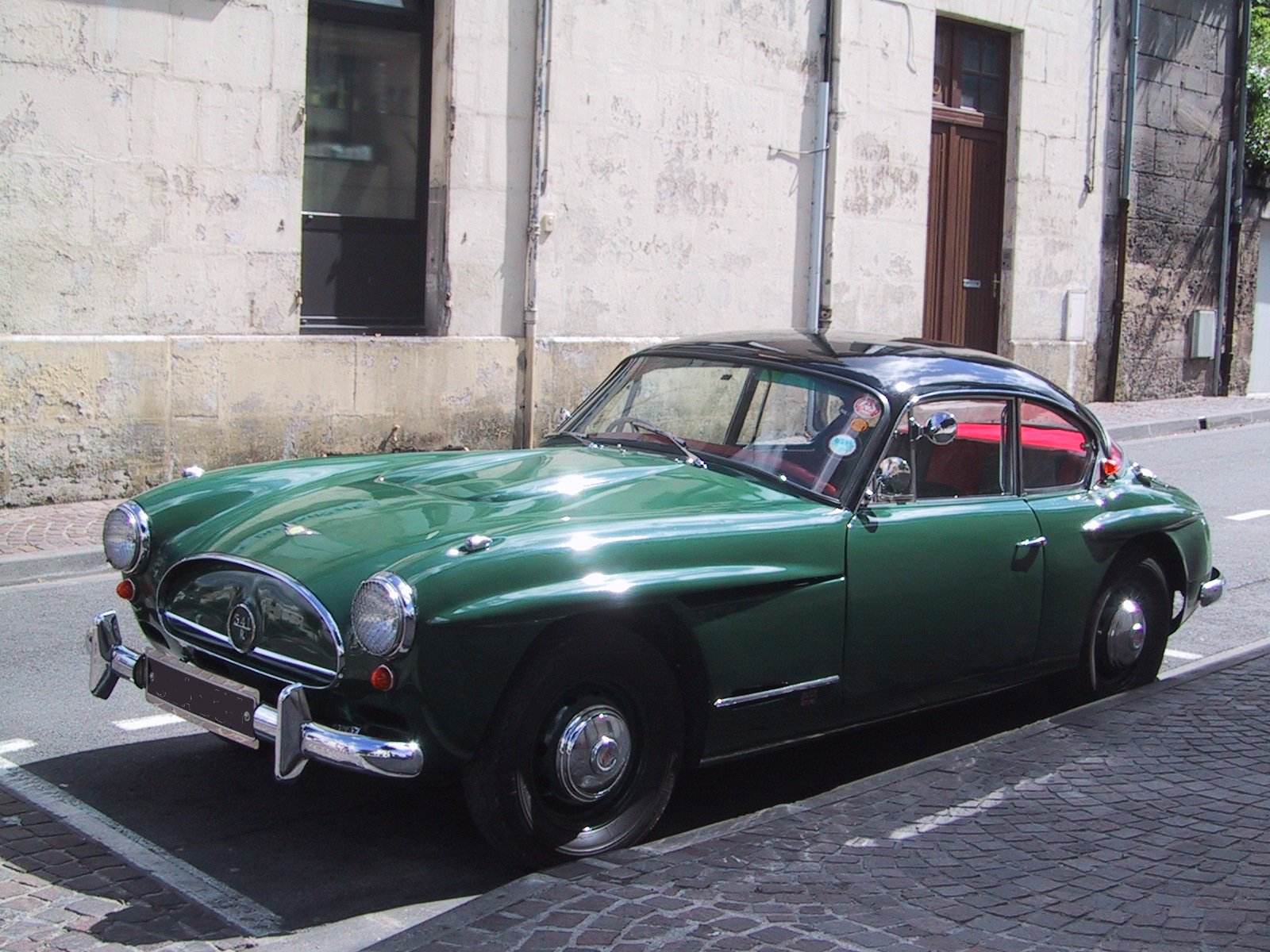
Jensen 541R

Jensen Motors was een Brits automerk, opgericht door de broers Richard en Allan Jensen. Het bedrijf was gevestigd in West Bromwich.
De gebroeders Jensen begonnen in de jaren dertig met de bouw van speciale carrosserieën. De eerste modellen van dit merk kwamen in 1935 op de markt. Vlak voor de Tweede Wereldoorlog bouwde Jensen een eigen auto, aangedreven door een Amerikaanse Nash en een 3.6 liter Ford V8-motor. Korte tijd na de oorlog bouwde Jensen sportieve modellen. Daarnaast assembleerde Jensen korte tijd de Volvo P1800.
Na vele modellen met toepassingen als hydraulische remmen, schroefveren, bekrachtigde schijfremmen rondom, kwam in 1966-1967 de Jensen Interceptor FF uit. Deze was voorzien van vierwielaandrijving met automatisch power-Lok differentieel, stuurbekrachtiging en schijfremmen rondom. Ook was de Interceptor FF voorzien van ABS.
De gebroeders Jensen hadden het bedrijf in 1966 verlaten. De Amerikaanse autogroothandelaar Kjell Qvale verwierf in 1970 de meerderheid van de aandelen en voegde David Healey toe als bestuurslid. In samenwerking met Healey werd in de jaren zeventig de Jensen-Healey gebouwd. Verminderde vraag als gevolg van de oliecrisis van 1973 leidde ertoe dat Jensen Motors in mei 1976 de verkoop staakte. Twee nieuwe bedrijven Jensen Special Products (JSP) en Jensen Parts & Service Limited (JP&S) zetten een deel van de activiteiten voort. In 1982 en 2001 werd korte tijd geprobeerd de productie van de Interceptor te hervatten.

## Modellen
- Jensen 541R
- Jensen 541S
- Jensen C-V8
- Jensen FF
- Jensen Interceptor (1950-1957)
- Jensen Interceptor (1966-1976)
- Jensen-Healey
- Jensen GT

## Tijdlijn
| Jensen-modellen van 1930 tot 1980 | Jensen-modellen van 1930 tot 1980 | Jensen-modellen van 1930 tot 1980 | Jensen-modellen van 1930 tot 1980 | Jensen-modellen van 1930 tot 1980 | Jensen-modellen van 1930 tot 1980 | Jensen-modellen van 1930 tot 1980 | Jensen-modellen van 1930 tot 1980 | Jensen-modellen van 1930 tot 1980 | Jensen-modellen van 1930 tot 1980 | Jensen-modellen van 1930 tot 1980 | Jensen-modellen van 1930 tot 1980 | Jensen-modellen van 1930 tot 1980 | Jensen-modellen van 1930 tot 1980 | Jensen-modellen van 1930 tot 1980 | Jensen-modellen van 1930 tot 1980 | Jensen-modellen van 1930 tot 1980 | Jensen-modellen van 1930 tot 1980 | Jensen-modellen van 1930 tot 1980 | Jensen-modellen van 1930 tot 1980 | Jensen-modellen van 1930 tot 1980 | Jensen-modellen van 1930 tot 1980 | Jensen-modellen van 1930 tot 1980 | Jensen-modellen van 1930 tot 1980 | Jensen-modellen van 1930 tot 1980 | Jensen-modellen van 1930 tot 1980 | Jensen-modellen van 1930 tot 1980 | Jensen-modellen van 1930 tot 1980 | Jensen-modellen van 1930 tot 1980 | Jensen-modellen van 1930 tot 1980 | Jensen-modellen van 1930 tot 1980 | Jensen-modellen van 1930 tot 1980 | Jensen-modellen van 1930 tot 1980 | Jensen-modellen van 1930 tot 1980 | Jensen-modellen van 1930 tot 1980 | Jensen-modellen van 1930 tot 1980 | Jensen-modellen van 1930 tot 1980 | Jensen-modellen van 1930 tot 1980 | Jensen-modellen van 1930 tot 1980 | Jensen-modellen van 1930 tot 1980 | Jensen-modellen van 1930 tot 1980 | Jensen-modellen van 1930 tot 1980 | Jensen-modellen van 1930 tot 1980 | Jensen-modellen van 1930 tot 1980 | Jensen-modellen van 1930 tot 1980 | Jensen-modellen van 1930 tot 1980 | Jensen-modellen van 1930 tot 1980 | Jensen-modellen van 1930 tot 1980 | Jensen-modellen van 1930 tot 1980 | Jensen-modellen van 1930 tot 1980 | Jensen-modellen van 1930 tot 1980 | Jensen-modellen van 1930 tot 1980 |
| --------------------------------- | --------------------------------- | --------------------------------- | --------------------------------- | --------------------------------- | --------------------------------- | --------------------------------- | --------------------------------- | --------------------------------- | --------------------------------- | --------------------------------- | --------------------------------- | --------------------------------- | --------------------------------- | --------------------------------- | --------------------------------- | --------------------------------- | --------------------------------- | --------------------------------- | --------------------------------- | --------------------------------- | --------------------------------- | --------------------------------- | --------------------------------- | --------------------------------- | --------------------------------- | --------------------------------- | --------------------------------- | --------------------------------- | --------------------------------- | --------------------------------- | --------------------------------- | --------------------------------- | --------------------------------- | --------------------------------- | --------------------------------- | --------------------------------- | --------------------------------- | --------------------------------- | --------------------------------- | --------------------------------- | --------------------------------- | --------------------------------- | --------------------------------- | --------------------------------- | --------------------------------- | --------------------------------- | --------------------------------- | --------------------------------- | --------------------------------- | --------------------------------- | --------------------------------- |
| Type                              | 1930                              | 1930                              | 1930                              | 1930                              | 1930                              | 1930                              | 1930                              | 1930                              | 1930                              | 1930                              | 1940                              | 1940                              | 1940                              | 1940                              | 1940                              | 1940                              | 1940                              | 1940                              | 1940                              | 1940                              | 1950                              | 1950                              | 1950                              | 1950                              | 1950                              | 1950                              | 1950                              | 1950                              | 1950                              | 1950                              | 1960                              | 1960                              | 1960                              | 1960                              | 1960                              | 1960                              | 1960                              | 1960                              | 1960                              | 1960                              | 1970                              | 1970                              | 1970                              | 1970                              | 1970                              | 1970                              | 1970                              | 1970                              | 1970                              | 1970                              |                                   |
| Type                              | 0                                 | 1                                 | 2                                 | 3                                 | 4                                 | 5                                 | 6                                 | 7                                 | 8                                 | 9                                 | 0                                 | 1                                 | 2                                 | 3                                 | 4                                 | 5                                 | 6                                 | 7                                 | 8                                 | 9                                 | 0                                 | 1                                 | 2                                 | 3                                 | 4                                 | 5                                 | 6                                 | 7                                 | 8                                 | 9                                 | 0                                 | 1                                 | 2                                 | 3                                 | 4                                 | 5                                 | 6                                 | 7                                 | 8                                 | 9                                 | 0                                 | 1                                 | 2                                 | 3                                 | 4                                 | 5                                 | 6                                 | 7                                 | 8                                 | 9                                 |                                   |
| Sedan                             |                                   |                                   |                                   |                                   |                                   |                                   | S-type                            | S-type                            | S-type                            | S-type                            | S-type                            | S-type                            |                                   |                                   |                                   |                                   | PW                                | PW                                | PW                                | PW                                | PW                                | PW                                | PW                                |                                   |                                   |                                   |                                   |                                   |                                   |                                   |                                   |                                   |                                   |                                   |                                   |                                   |                                   |                                   |                                   |                                   |                                   |                                   |                                   |                                   |                                   |                                   |                                   |                                   |                                   |                                   |                                   |
| Sedan                             |                                   |                                   |                                   |                                   |                                   |                                   |                                   | H-type                            |                                   |                                   |                                   |                                   |                                   |                                   |                                   |                                   |                                   |                                   |                                   |                                   |                                   |                                   |                                   |                                   |                                   |                                   |                                   |                                   |                                   |                                   |                                   |                                   |                                   |                                   |                                   |                                   |                                   |                                   |                                   |                                   |                                   |                                   |                                   |                                   |                                   |                                   |                                   |                                   |                                   |                                   |                                   |
| GT                                |                                   |                                   |                                   |                                   |                                   |                                   |                                   |                                   |                                   |                                   |                                   |                                   |                                   |                                   |                                   |                                   |                                   |                                   |                                   |                                   | Interceptor                       | Interceptor                       | Interceptor                       | Interceptor                       | Interceptor                       | Interceptor                       | Interceptor                       | 541R                              | 541R                              | 541R                              | 541R                              |                                   | C-V8                              | C-V8                              | C-V8                              | C-V8                              | C-V8                              | FF                                | FF                                | FF                                | FF                                | FF                                |                                   |                                   |                                   | GT                                | GT                                |                                   |                                   |                                   |                                   |
| GT                                |                                   |                                   |                                   |                                   |                                   |                                   |                                   |                                   |                                   |                                   |                                   |                                   |                                   |                                   |                                   |                                   |                                   |                                   |                                   |                                   |                                   |                                   |                                   |                                   | 541                               | 541                               | 541                               | 541                               | 541                               | 541                               | 541S                              | 541S                              | 541S                              | 541S                              |                                   |                                   | Interceptor                       | Interceptor                       | Interceptor                       | Interceptor                       | Interceptor                       | Interceptor                       | Interceptor                       | Interceptor                       | Interceptor                       | Interceptor                       | Interceptor                       |                                   |                                   |                                   |                                   |
| Cabriolet                         |                                   |                                   |                                   |                                   |                                   |                                   | S-type                            | S-type                            | S-type                            | S-type                            | S-type                            | S-type                            |                                   |                                   |                                   |                                   | PW                                | PW                                | PW                                | PW                                | PW                                | PW                                | PW                                |                                   |                                   |                                   |                                   |                                   |                                   |                                   |                                   |                                   |                                   |                                   |                                   |                                   |                                   |                                   |                                   |                                   |                                   |                                   |                                   |                                   |                                   |                                   |                                   |                                   |                                   |                                   |                                   |
| Sportwagen                        |                                   |                                   |                                   |                                   |                                   |                                   |                                   |                                   |                                   |                                   |                                   |                                   |                                   |                                   |                                   |                                   |                                   |                                   |                                   |                                   |                                   |                                   |                                   |                                   |                                   |                                   |                                   |                                   |                                   |                                   |                                   |                                   |                                   |                                   |                                   |                                   |                                   |                                   |                                   |                                   |                                   |                                   | Jensen-Healey                     | Jensen-Healey                     | Jensen-Healey                     | Jensen-Healey                     | Jensen-Healey                     |                                   |                                   |                                   |                                   |